# Gran Casino
|  | Per a altres significats, vegeu Gran Casino del Foment de Terrassa. |

Gran Casino, també coneguda com a En el viejo Tampico és una pel·lícula mexicana realitzada el 1946 durant l'etapa de l'Època d'Or del cinema mexicà, protagonitzada per Jorge Negrete i l'actriu i cantant Libertad Lamarque. Aquest film clàssic és una de les poques produccions comercials del director surrealista Luis Buñuel i la primera que va dirigir a Mèxic. El Trio Calaveres que acompanyava a Jorge Negrete a les seves rodes musicals fa aparicions a la cinta. La història adaptada de la novel·la El rugit del paradís de Michel Weber relata els problemes amb inversors del petroli abans de la nacionalització del petroli a Mèxic pel govern mexicà.

## Argument
A la ciutat petroliera de Tampico (Tamaulipas) de principis de segle, Gerardo Ramírez i Demetrio García, dos pròfugs de la presó, entren a treballar per a l'argentí José Enrique Irigoyen, que explota pous petroliers. El petrolier desapareix i la seva germana Mercedes arriba a Tampico per fer-se càrrec del negoci. Encara que sospita que Gerardo i Demetrio poden estar involucrats en la desaparició del seu germà, Mercedes no pot evitar sentir-se atreta pel primer.